# 伊藤広
伊藤 広（いとう ひろし、1983年7月18日 - ）は、毎日放送（MBS）の局員で元アナウンサー。現在は東京支社編成部。2020年2月の時点では、テレビ制作部でディレクターを務めていた。

## 来歴・人物
- 東京都板橋区出身で、血液型はO型。慶應義塾高等学校を経て、慶應義塾大学法学部政治学科を卒業。高校時代は硬式野球部に所属していた。
- 2006年、毎日放送（MBS）入社（同期入社は前田阿希子）。ルックスが関根勤似ということから、ラビット伊藤という愛称で呼ばれていた。高校生に間違えられることもあり、嘗てのアナウンサーブログでもこれまで3回間違えられたことを告白している。
- 入社以来、スポーツ中継を担当し、2006年の「毎日甲子園ボウル」での優勝インタビューが全国中継デビューとなった。
- 2007年3月25日の「選抜高等学校野球大会実況中継」（日大藤沢対宇部商）で実況デビュー。9月15日放送の「MBSタイガースナイター」京セラドーム大阪でのオリックス対千葉ロッテマリーンズ戦で、プロ野球中継の実況デビューを果たした。
- テレビの実況デビューは11月23日、京セラドーム大阪で行われた「社会人野球日本選手権大会」の準々決勝2試合を担当した。
- 2008年7月、人事異動により本人の希望もあって東京支社ラジオ部へ異動。異動先ではアナウンサー職を離れ、営業担当となった。同年7月6日に横浜スタジアムで行われたザ・プロ野球・阪神対横浜のリポーターが伊藤自身の最後のスポーツ担当で、阪神の大逆転勝利により、金本選手のヒーローインタビューがスポーツ中継での最後の仕事となった。アナウンサーとしての最後の仕事は同年7月7日『みのもんたの朝ズバッ!』の内で放送された「MBSニュース」だった。
- 人事異動でアナウンス職を離れた後も、毎日放送制作のテレビ・ラジオ番組に出演することがある。
  - 2009年9月23日には、『森昌子のあったかライフスペシャル・決定版これがホンマの紅白歌合戦』（MBSラジオ）で進行役を務めた。
  - 2016年5月21日にMBSテレビで放送された『せやねん!』の「メチャ売れ!!」（かつみ♥さゆりによるVTRロケコーナー）では、「毎日放送営業部員（元アナウンサー）」という肩書で、キリンビールのロケに参加。「47都道府県一番搾り」の試飲リポートを担当した。
  - 2018年1月には、『ちちんぷいぷい』（MBSテレビ）のディレクターとして、同時ネット局の放送対象地域である鹿児島市内や宮崎市内へ駐在。取材リポートのVTRに氏名と顔が映ることもあった。2020年2月の時点では、『ミント!』（『ちちんぷいぷい』の後枠で2019年4月1日から放送中の総合情報番組）のディレクターに、2024年9月の時点で東京支社編成部に異動している。
- ハロー!プロジェクトのアイドルユニット℃-uteの旧メンバー有原栞菜のファンである。

## 編成としての担当番組

### テレビ
- プレバト!!

## ディレクターとしての担当番組

### テレビ
- ちちんぷいぷい
  - 2017年頃から2019年までディレクターを担当。アナウンサー時代には、入社1年目の2006年8月に放送された『ちちんぷいぷいは夏休みオモロイことはぜ〜んぶやる!ニッポンの夏じるし』で、同期の前田と共に大阪城公園（当時毎日放送が主催していた「オーサカキング」の会場）からの中継リポートを担当するだけにとどまっていた。
- ごぶごぶ（2017年4月のレギュラー放送復活後から随時担当）
- ミント!

## アナウンサー時代の出演番組

### テレビ
- ザ・プロ野球他スポーツ中継
- MBSニュース（不定期）

### ラジオ
- MBSタイガースナイター
- 選抜高等学校野球大会実況中継
- MBSニュース（不定期）
- 亀山つとむのサタスポ
- ぷらっと☆ホーム・松本美香のアイドルラジオ（月曜深夜）
- MBSどっと!アナ「マイコーJポップステーション」（日曜日・松本麻衣子アナと担当、ナイターオフ番組）